# 南房総岩井温泉
南房総岩井温泉（みなみぼうそういわいおんせん）は、千葉県南房総市にある南房総温泉郷の一つ。通称は岩井温泉。
岩井湯元温泉とも呼称され、広義には小浦弁天温泉（弁天鉱泉）を含むこともある。海岸沿いは南房総国定公園、富山周辺は県立富山自然公園に指定されている。

## 泉質
南房総岩井温泉は無色・無臭のメタケイ酸を多く含むのことが特徴である。加温・循環ろ過・源泉の温度は20.5℃である。
岩井湯元温泉は「美肌の湯」とも言われるナトリウム塩化物泉。源泉の温度は17.1℃。
弁天鉱泉の泉質は硫黄泉。源泉の温度は16.8℃。お湯の色が朝は緑色、昼は乳白色から午後には暗灰色、夜になると透明に変わるという特色がある。
| 南房総岩井温泉 | その他（メタケイ酸泉） |
| 岩井湯元温泉   | ナトリウム塩化物泉     |
| 弁天鉱泉       | 硫黄泉                 |

## 温泉街
関東地方の南西部、東京湾に面し年間を通して温暖な太平洋側気候に恵まれており、背後には富山を眺望できる景勝地に位置する。海岸沿いは南房総国定公園に指定されており、富山周辺は県立富山自然公園に指定されている。
周辺は海水浴場や別荘地、レジャー施設、マリンリゾート、ハイキングコースが多く、観光地・避暑地となっている。また、気候が温暖なことから花卉栽培も盛んで花畑が多い。
源泉名や宿泊施設での呼称によって温泉名称が異なり、岩井湯元温泉・小浦弁天温泉などが存在する。かつては南総里見八犬伝ゆかりの地である富山の岩婦湖畔には岩婦温泉があった。
岩井海岸の近辺に複数の内湯・宿泊施設が存在する。外湯・日帰り入浴施設もあるが、多くは旅館・ホテルに温泉施設が設置されたものである。

## 歴史

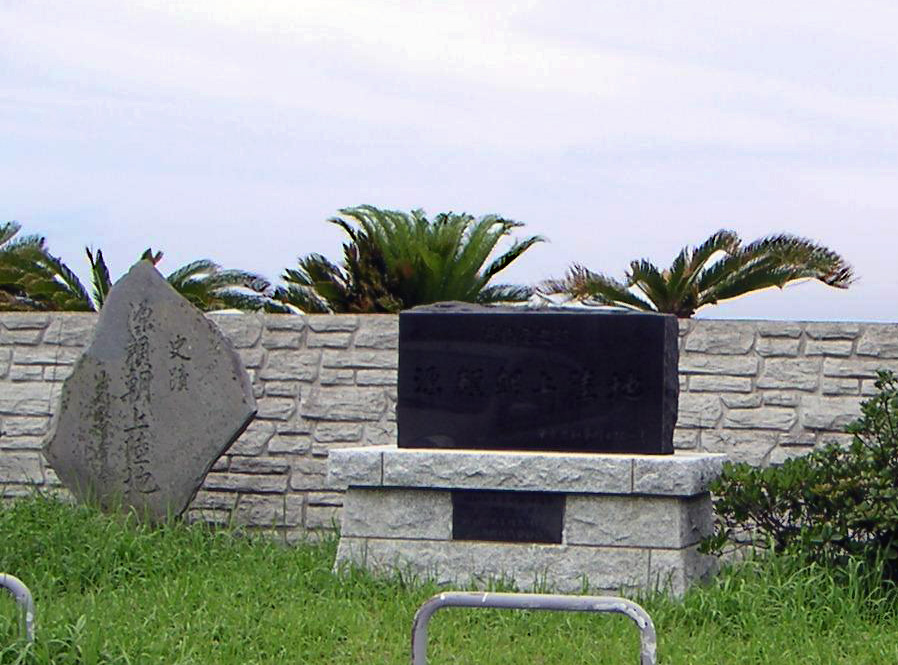
源頼朝上陸地（千葉県安房郡鋸南町）

鎌倉時代に1180年（治承4年）、石橋山の戦いにて大庭景親ら平氏方との間で行われた戦いに敗れた源頼朝が再起を期して、箱根権現社別当行実に匿われた後に箱根山から真鶴半島へ逃れ、船を仕立てて現在の岩海水浴場（神奈川県真鶴町）から出航。頼朝らは海上で三浦一族と合流し、安房国を目指して落ち延びた。その後、頼朝が岩井を通過する際に池で手を洗い、海上より江ノ島（神奈川県）方面を眺めると神霊が現われ、そこに弁財天を祀ったと伝えられており、弁天温泉の元湯はその杜の近くの洞穴から湧出している。
明治中期の『勝境名区遊覧案内』には岩井海岸について「小湾の内波穏やかにして湖水澄めるを以て海水浴には最も適当の處なるに近年鉱泉湧出して温浴場を設けし為め温泉と海水浴を兼ねたる一挙両得の地となりぬ」と記され、高崎鉱泉と名付けられた温泉旅館が海岸沿いにあり、泉質に効能があったことが分かる。
第二次世界大戦後、1950年代中期（昭和30年代）に入ると高度経済成長を背景に温泉掘削が増え始め、1954年（昭和29年）には当時の千倉町、白浜町、館山市など、主に南房総地域で温泉掘削が許可されるようになった。
南房総の観光中心地域でもあり、温泉開発への投資が活発であったことから現在の温泉郷が広がるようになった。

## 交通

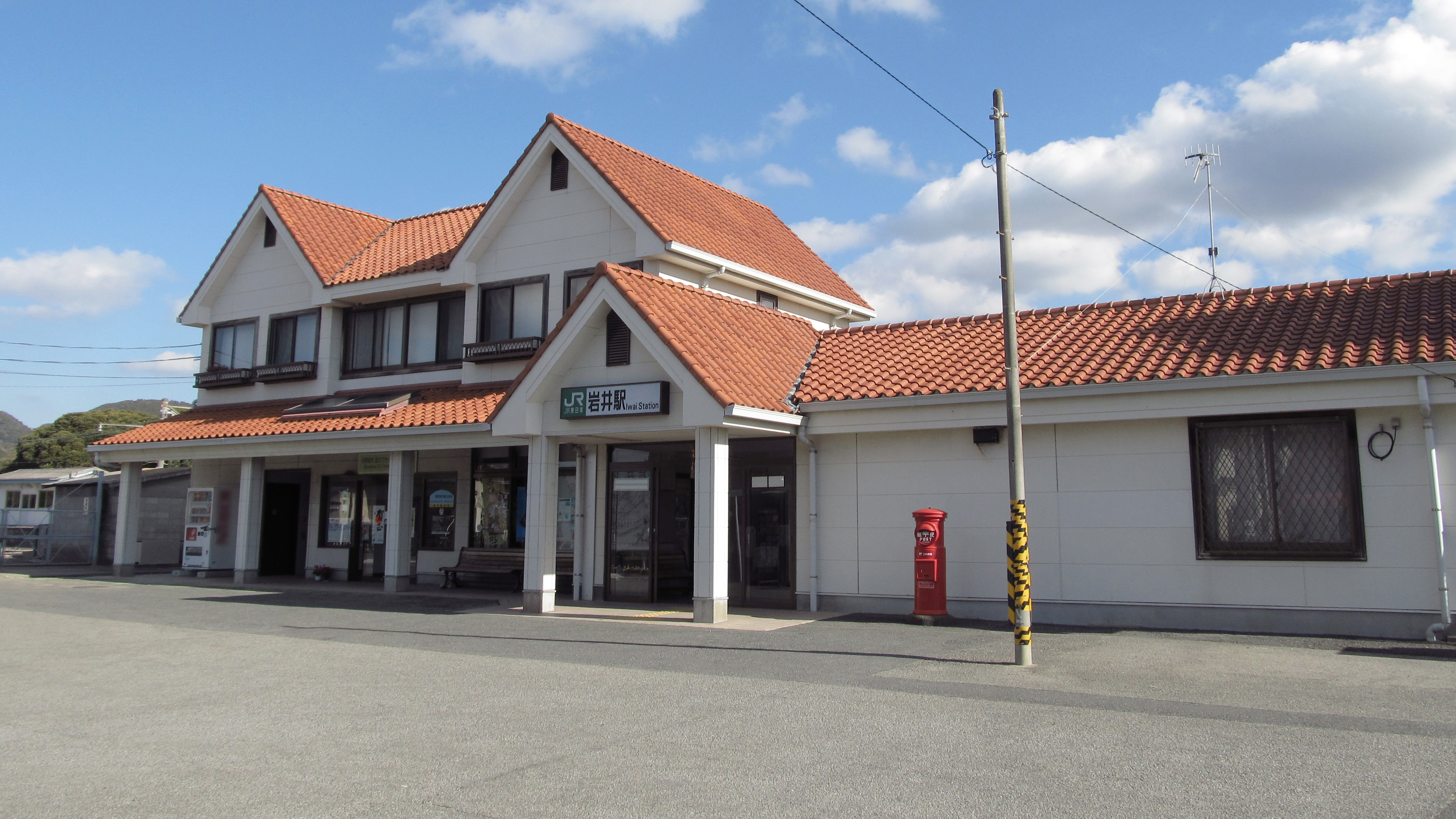
JR東日本「岩井駅」

### 公共交通機関
施設などによって最寄りは異なるが、JR東日本・内房線「岩井駅」、内房なぎさライン（国道127号）沿い、ハイウェイオアシス富楽里（道の駅富楽里とみやま）が主な最寄りとなる。

#### 高速バス
ハイウェイオアシス富楽里 ※下りは降車専用
- 東京駅 - 館山駅 - 安房白浜駅【房総なのはな号】（JRバス関東・日東交通）
- 新宿駅 - 館山駅【新宿なのはな号】（JRバス関東・日東交通）
- 千葉みなと駅 - 千葉駅 - 蘇我駅 - 館山駅前 - 安房白浜駅【南総里見号】（ちばシティバス・日東交通・館山日東バス）
- 横浜駅 - 羽田空港 - 館山駅前（京浜急行バス・日東交通）

### 自動車
- 高速道路
  - 東京湾アクアライン・館山自動車道「鋸南富山インターチェンジ」

- 一般道路
  - 内房なぎさライン（国道127号）

- 駐車場
  - 海水浴場周辺や各施設ごとに駐車場有

## 周辺情報

### 近隣の温泉
- 南房総市
  - 南房総温泉郷
    - 白浜温泉郷
      - 白浜温泉
      - 白浜飯田屋温泉
      - 白浜野嶋温泉
      - 白浜女来島温泉
      - 白浜湯元温泉
      - 元湯白浜温泉
      - 南房総白浜温泉
      - へいすけ温泉

    - 千倉温泉郷
      - 千倉温泉
      - 千倉海岸温泉
      - 千倉海底温泉
      - 千倉瀬戸浜温泉
      - 千倉元湯温泉
      - しあわせ温泉
- 館山市
  - たてやま温泉郷
    - 石塚温泉
    - 吉祥龍神の湯温泉
    - 古原屋の湯温泉
    - サンランド温泉
    - しおさい温泉
    - 館山湯元温泉
    - 不老山薬師温泉
    - 南館山温泉

  - 南総城山温泉